# Teglio Veneto
Teglio Veneto ist eine Gemeinde mit 2250 Einwohnern (Stand 31. Dezember 2023) in der Metropolitanstadt Venedig der Region Venetien in Italien.
Sie bedeckt eine Fläche von 11 km².